# Cassandra Fedele
Cassandra Fedele o Fedeli (Venezia, 1465 – Venezia, 1558) è stata un'umanista italiana.
Scrisse, in latino e in volgare, saggi e orazioni e lettere, e corrispose con umanisti e corti.

## Biografia
Figlia di Angelo e di Barbara Leoni, proveniva da un'importante famiglia milanese alleata dei Visconti che qualche secolo prima, nel corso delle lotte contro i Torriani, era stata esiliata disperdendosi per tutto il Norditalia. Studiò la lingua greca e approfondì filosofia e dialettica con Gasparino Borro, monaco, letterato e cultore di retorica.
I contemporanei le attribuirono grande intelligenza e rara bellezza: Giovanni Bellini si ispirò a lei per un ritratto di donna e Angelo Poliziano la conobbe nel 1491, descrivendola in una lettera a Lorenzo il Magnifico: "È cosa, Lorenzo, mirabile, né meno in vulgare che in latino: discretissima et etiam bella";  Poliziano inoltre scrive, in una lettera indirizzata alla stessa Cassandra, che fra le donne "l'unica a venir fuori sei tu, fanciulla, che maneggi il libro al posto della lana, la penna al posto del belletto, la scrittura al posto del ricamo e che non ricopri la pelle con il bianchetto ma il papiro con l'inchiostro".

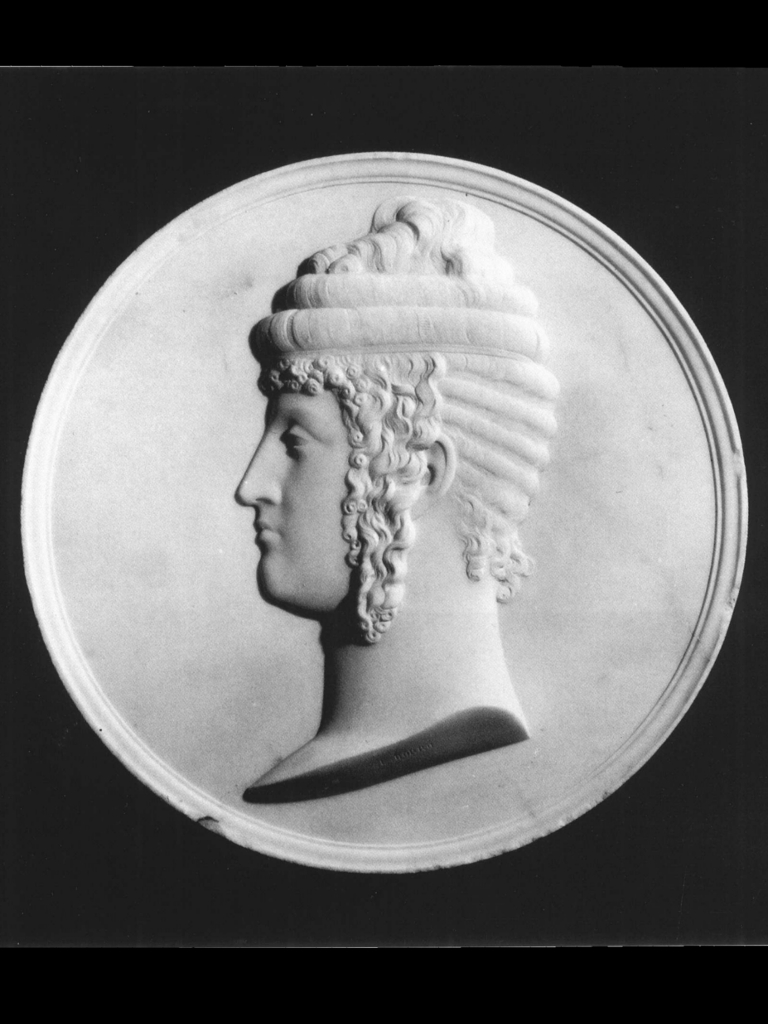
Cassandra Fedele, opera di Luigi Borro (1864-1865)

Fu attiva nei circoli umanisti di Padova intervenendo in pubblici dibattiti su temi di filosofia e teologia con studenti e professori di quella università. Fu in contatto epistolare con alcune importante personalità italiane e straniere, fra cui la duchessa Beatrice d'Este, che si congratulò con lei per aver "grandemente nobilitato il sesso femminile del nostro tempo grazie alla conoscenza delle lettere". Sebbene Cassandra vivesse a Venezia, Ludovico il Moro e la moglie Beatrice d'Este si dichiaravano infatti suoi protettori.
Intrattenne una corrispondenza anche con i reali di Aragona, che la invitarono a recarsi in Spagna per tenervi una cattedra, ma la guerra le impedì di affrontare il viaggio. 
Nel 1490 si sposò con il medico Gian Maria Mappelli e con lui si trasferì a Creta, dove il marito compiva esperimenti di medicina per conto della Repubblica. Al ritorno perse tutti i suoi averi in naufragio e a Venezia perse in poco tempo padre e marito, trovandosi malata e in povertà. Ottenne da papa Paolo III di dirigere come priora un orfanotrofio presso la chiesa di San Domenico. 
Pronunciò, a nome della Serenissima, l'orazione di benvenuto per accogliere Bona Sforza, vedova del re di Polonia Sigismondo I.
Morì ancora priora dell'orfanotrofio nel 1558, ad oltre novant'anni e per il suo funerale si organizzò una solenne processione fino alla chiesa di San Domenico, dove la salma fu deposta nel sarcofago con il capo incoronato di alloro e in mano alcuni dei suoi libri.
Scrisse un De ordine scientiarum, opera andata perduta.

## Omaggi
A Cassandra Fedele verrà dedicata la nuova residenza universitaria dell'Esu (Azienda Regionale per il Diritto allo Studio Universitario) di via Fratelli Bandiera a Marghera, i cui lavori cominceranno nel 2020 per concludersi entro l’anno accademico 2021/2022.